# Bernhard von Bülow
Bernhard Heinrich Karl Martin von Bülow (3. května 1849, Klein Flottbek – 28. října 1929, Řím) byl německý diplomat a státník, který byl od roku 1897 po tři roky ministrem zahraničí a poté v letech 1900 až 1909 německým kancléřem.

## Životopis
Bernhard von Bülow se narodil v Klein-Flottbeku v Holštýnsku (dnes v obvodě Altona v Hamburku). Jeho otec Bernhard Ernst von Bülow byl dánský a německý politik a státník. Bratr Bernharda, generálmajor Karl Ulrich von Bülow, velel během první světové války jízdě a účastnil se bitvy u Lutychu v srpnu 1914.
Bülow hovořil několika jazyky, byl schopným řečníkem a ve vysoké společnosti se cítil jako doma. Měl kapacity na to bavit i zapůsobit na své oponenty.